# Cratere L'Engle
L’Engle  è un cratere sulla superficie di Mercurio.